# Kevin Malpon
Kevin Edwing Malpon (* 1. března 1996, Le Lamentin, Martinik, Francie) je francouzský fotbalový záložník a reprezentant Guadeloupe, od roku 2016 hráč klubu La Gauloise de Basse-Terre.

## Klubová kariéra
- La Gauloise de Basse-Terre (mládež)
- KSV Roeselare (mládež)
- FK Mladá Boleslav 2014–2016[1]
- La Gauloise de Basse-Terre 2016–

## Reprezentační kariéra
V reprezentačním A-mužstvu Guadeloupe debutoval v roce 2014.